# Барка (судно)

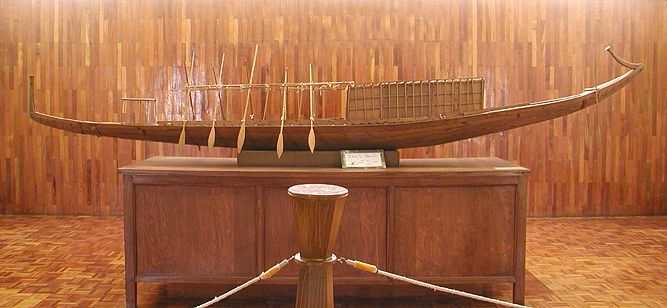

Ба́рка (через сер.-в.-нім., сер.-н.-нім. barke від лат. barca) — річкове несамохідне вантажне судно, що буксується за допомогою людської, кінної, а пізніше — туєрно-ланцюгової тяги.

## Історія
Барки були основним типом суден, що перевозили товари річковими торговими шляхами у давнину, зокрема у давні єгиптяни використовували такі судна для перевезення будівельних матеріалів, статуй тощо Нілом.
Пізніше стала поширеною практика розбирання старих барок з метою отримання дешевих будівельних матеріалів — так званого барочного лісу.
Також барками називалися італійські рибальські човни і швидкохідні середньовічні галери. Баркою називали свої човни і венеційські гондольєри.